# Dipterocypsela succulenta
 Dipterocypsela succulenta  S.F.Blake, 1945 è una piante angiosperma dicotiledone della famiglia delle Asteraceae. Dipterocypsela succulenta è anche l'uica specie del genere Dipterocypsela  S.F.Blake, 1945.

## Etimologia
Il nome scientifico della specie è stato definito per la prima volta dal botanico Sidney Fay Blake (1892-1959) nella pubblicazione " Journal of the Washington Academy of Sciences. Baltimore, MD" ( J. Wash. Acad. Sci. 35: 36, fig. 1) del 1945. Il nome scientifico del genere è stato definito nella stessa pubblicazione.

## Descrizione
La pianta di questa voce è erbacea caulescente a consistenza carnosa. Talvolta queste piante sono ricoperte da peli simmetrici a forma di "T" e gli organi interni contengono lattoni sesquiterpenici.
Le foglie a volte formano una rosetta basale; mentre lungo il caule sono disposte in modo alterno. La forma della lamina è varia (da lanceolata a ovata). Le venature sono pennate. I bordi possono essere continui o dentati. Le stipole sono assenti. La superficie superiore è verde, quella inferiore è più scura.
Le infiorescenze sono formate da capolini, sessili, raccolti in formazioni seriali di tipo cimoso. I capolini sono composti da un involucro a forma cilindrica, campanulata o globosa formato da circa 12 brattee disposte in modo embricato su circa 2 serie che fanno da protezione al ricettacolo sul quale s'inseriscono i fiori tubulosi. Le brattee sono connate, subuguali e alate; inoltre sono per lo più persistenti. Il ricettacolo, piatto o convesso, è nudo (senza pagliette).
I fiori, circa 12 per ogni capolino, sono tetra-ciclici (ossia sono presenti 4 verticilli: calice – corolla – androceo – gineceo) e pentameri (ogni verticillo ha in genere 5 elementi). I fiori sono inoltre ermafroditi (e fertili) e zigomorfi (ossia piatti).
- Formula fiorale:

*/x K {\displaystyle \infty }, [C (5), A (5)], G 2 (infero), achenio
- Calice: i sepali del calice sono ridotti ad una coroncina di squame.
- Corolla: la corolla dei fiori è formata da un tubo piatto terminante in 5 lunghi lobi. Il colore in prevalenza è lavanda.
- Androceo: gli stami sono 5 con filamenti liberi e distinti, mentre le antere sono saldate in un manicotto (o tubo) circondante lo stilo.[11] Le teche delle antere sono arrotondate, mentre le antere sono caudate con appendici a pareti sottili e glabre (in alcuni pochi casi sono ricoperte da ghiandole). Il polline è tricolporato (con tre aperture sia di tipo a fessura che tipo isodiametrica o poro) ed echinato (con punte) è inoltre non è "lophato".[12]
- Gineceo: lo stilo è filiforme con base provvista di nodi. È presente una pubescenza a spazzola con peli fusiformi settati. L'ovario è infero uniloculare formato da 2 carpelli. L'ovulo è unico e anatropo. Gli stigmi dello stilo sono due ed hanno la superficie stigmatica interna (vicino alla base).[13]

I frutti sono degli acheni con pappo. La forma dell'achenio è obcompressa con 5 coste, spesso alate e provviste di densi rafidi subquadrati; la superficie è glabra. Non è presente la fitomelanina. Il pappo è formato da brevi setole e usualmente è deciduo.

## Biologia
- Impollinazione: l'impollinazione avviene tramite insetti (impollinazione entomogama tramite farfalle diurne e notturne).
- Riproduzione: la fecondazione avviene fondamentalmente tramite l'impollinazione dei fiori (vedi sopra).
- Dispersione: i semi (gli acheni) cadendo a terra sono successivamente dispersi soprattutto da insetti tipo formiche (disseminazione mirmecoria). In questo tipo di piante avviene anche un altro tipo di dispersione: zoocoria. Infatti gli uncini delle brattee dell'involucro si agganciano ai peli degli animali di passaggio disperdendo così anche su lunghe distanze i semi della pianta.

## Distribuzione e habitat
Le specie di questo gruppo si trovano principalmente in Colombia.

## Tassonomia
La famiglia di appartenenza di questa voce (Asteraceae o Compositae, nomen conservandum) probabilmente originaria del Sud America, è la più numerosa del mondo vegetale, comprende oltre 23 000 specie distribuite su 1 535 generi, oppure 22 750 specie e 1 530 generi secondo altre fonti (una delle checklist più aggiornata elenca fino a 1 679 generi). La famiglia attualmente (2021) è divisa in 16 sottofamiglie.

### Filogenesi
La specie di questa voce appartiene alla sottotribù Dipterocypselinae descritta all'interno della tribù Vernonieae Cass. della sottofamiglia Vernonioideae Lindl.. Questa classificazione è stata ottenuta ultimamente con le analisi del DNA delle varie specie del gruppo. Da un punto di vista filogenetico in base alle ultime analisi sul DNA la tribù Vernonieae è risultata divisa in due grandi cladi: Muovo Mondo e Vecchio Mondo. I generi di Dipterocypselinae appartengono al subclade relativo all'America tropicale (l'altro subclade americano comprende anche specie del Nord America e del Messico).
I caratteri distintivi per le specie di questo genere sono:
- i capolini sono sessili raccolti in dense cime scorpioidi o seriali;
- le brattee dell'involucro si presentano con ciglia o ali sporgenti;
- la corolla è zigomorfa;
- il polline non è "lophato".